# Hauptstadt-Universität für Wirtschaft und Handel

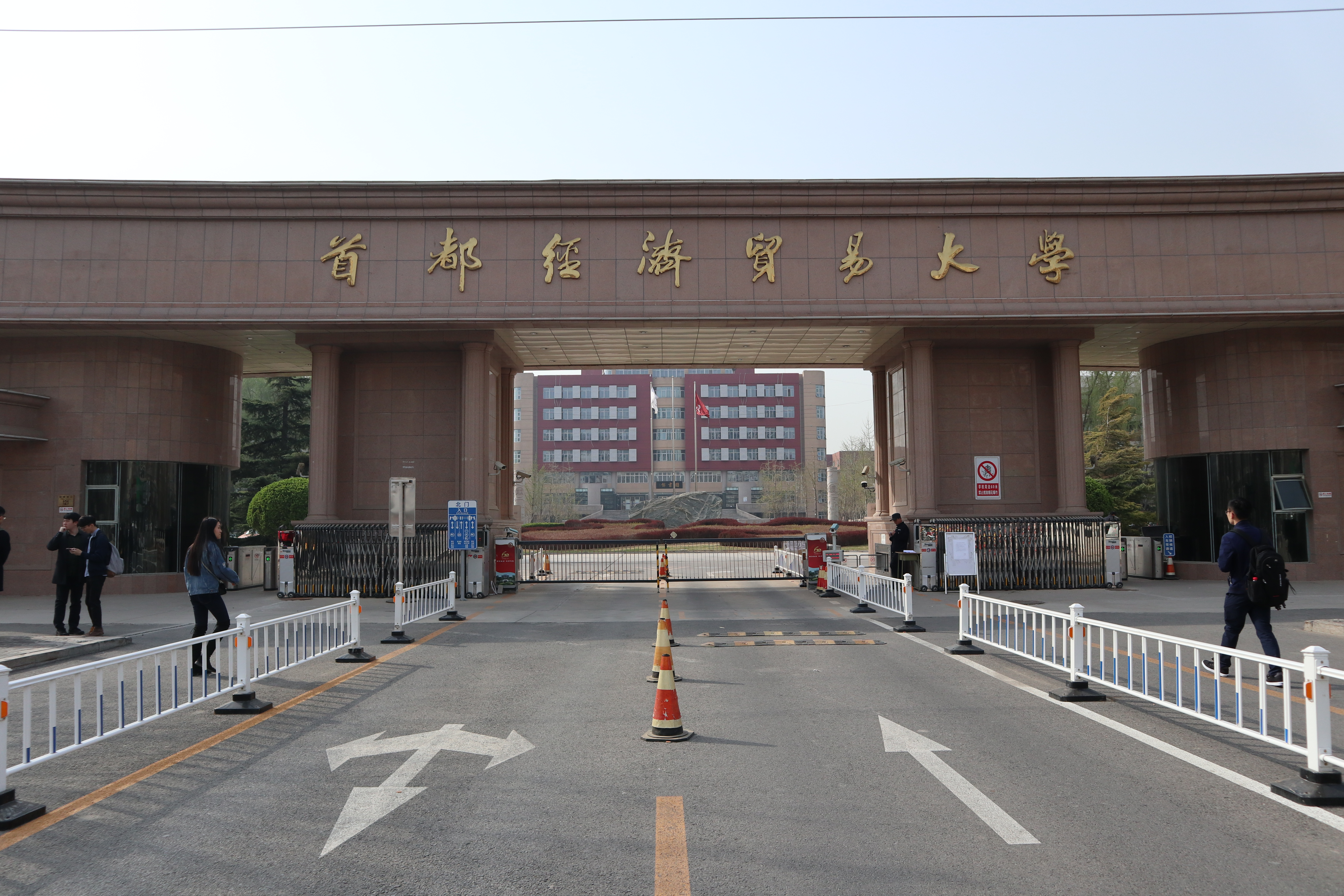
Haupttor zum CUEB-Campus

Die Hauptstadt-Universität für Wirtschaft und Handel (首都经济贸易大学,  Shoudu Jingji Maoyi Daxue, englisch Capital University of Economics and Business, CUEB) ist eine Universität in Peking. Sie wurde 1956 gegründet. Der Haupt-Campus der Universität liegt in Hongmiao im Stadtbezirk Chaoyang. Ein neuerer Campus wurde im westlichen Vorortgebiet errichtet. 